# Kije (przystanek kolejowy)
Kije – przystanek kolejowy w Kijach, w gminie Kije, w powiecie pińczowskim, w województwie świętokrzyskim, w Polsce.
Ze stacji codziennie odjeżdżają pociągi do  Kielc i Buska-Zdroju.

## Ruch pasażerski
| Rok  | Wymiana pasażerska na dobę |
| ---- | -------------------------- |
| 2017 | –                          |
| 2022 | 20-49                      |